# Plaza de América (Alicante)
La plaza de América es una plaza ubicada en la ciudad de Alicante (España). Es conocida por albergar diversas instalaciones municipales en su entorno. Coloquialmente, es apodada como la plaza de las Pizzas debido a la concentración de pizzerías que ha tenido en sus alrededores.

## Historia y características
La plaza de América se encuentra en el barrio de Campoamor, en el límite con el barrio de Altozano, y ha sido objeto de diversas intervenciones urbanísticas a lo largo de los años. En 2022, el Ayuntamiento de Alicante renovó la glorieta central de la plaza con un diseño moderno que incluye elementos escultóricos y zonas ajardinadas.
En la Plaza de América se encuentra un edificio de viviendas intergeneracionales promovido por el ayuntamiento de Alicante. Este proyecto ha sido destacado por la OCDE como un ejemplo de política urbana inclusiva, donde jóvenes y mayores conviven en un mismo edificio con alquiler asequible, fomentando la interacción social y el apoyo mutuo.
Asimismo, en la misma plaza se encuentra el Centro de Salud Campoamor.